# L'herboretum de Saint-Ay
El herboretum de Saint Ay (en francés : L'herboretum de Saint Ay) es un jardín botánico de 9 hectáreas de extensión de propiedad privada, en Saint-Ay, Francia.

## Localización
El Herboretum de Saint-Ay en Región Centro está organizado en torno a la trayectoria de un brazo del "Mauves", un río de la Beauce y que desemboca en el curso medio del río Loira de Sully-sur-Loire (Loiret) a Chalonnes-sur-Loire (Maine-et-Loire) en el interior del perímetro de Val de Loire inscrito como Patrimonio de la Humanidad de la UNESCO.
L'herboretum de Saint Ay Domaine de Voisins - route de Huisseau Code Postal 45130 Saint-Ay, Loiret, Centre, France-Francia.
Planos y vistas satelitales, 47°51′32″N 1°45′17″E / 47.85889, 1.75472

## Historia
El Herboretum es un jardín privado de nueve hectáreas en el parque del castillo Voisins, dedicados a salvaguardar especies vegetales amenazadas o especies agrícolas olvidadas en los cultivos actuales.
El "castillo Voisins" es en realidad el único vestigio de la abadía del mismo nombre, destruida en el siglo XIX. La abadía en sí (abadía convento de la Orden del Císter), establecida en 1212, había dejado de operar en 1778.
« Parcs et jardins » es la asociación del Herboretum que tiene por misión la puesta en valor, promoción y el desarrollo del mundo vegetal en una perspectiva tanto científica, educativa como cultural.
La visita se basa en el número 5: 5 en los jardines, con cinco jardines temáticos, cinco sitios ecológicos de fauna, 5 alamedas armónicas y 5 puentes líricos. Un verdadero jardín de jardines, el Herboretum se gestiona en un marco de desarrollo sostenible. Aquí, las técnicas de manejo racionales están asociadas con determinadas prácticas culturales: el estricto no uso de pesticidas, con fertilizantes orgánicos, suministro de ceniza contra babosas, recolección de agua de lluvia, siega proporcionada con el respeto de los equilibrios ...
Cada parcela cultivada expresa una diversidad de ambientes naturales. Los ecosistemas reconstituidos permiten una variedad de fauna que puede refugiarse en paz. La interacción entre las especies animales y vegetales es una parte integral de la gestión experimental del sitio. Los observatorios permiten al neófito público o al científico el poder descubrir o explorar la vida natural de las especies instaladas.

## Colecciones
Este jardín dedicado a la biodiversidad incluye más de 1.000 especies diferentes de plantas, de las cuales 200 son especies nativas, expuestas en diseño de parque « à l'anglaise ».
Este jardín botánico lo componen varios espacios temáticos bien definidos; presentando las plantas utilizadas por el hombre con distintas finalidades. Cada jardín está organizado en 5 cuadrados por 5 espacios.
Entre los espacios que se ofrecen a los visitantes, nos encontramos con un jardín clásico « à la française » con cerca de 500 diferentes plantas utilizadas por el hombre dispuestos en 5 cuadros (cuadro de la salud, de la belleza, del bienestar, de los sortilégios, y el cuadro de las fibras y los colores).
Al lado de este jardín, también se encuentra el "Jardín de Sabores" con sus raras y olvidadas hortalizas, sus especias y condimentos, sus verduras del mercado, el cuadro de los cereales, y los cuadros de las verduras y las flores utilizadas en la «Nouvelle cuisine» (nueva cocina francesa).
Mas retirado se encuentra el "Jardin des Tentations" (jardín de las tentaciones), que se organiza alrededor de un huerto que tiene cerca de cuarenta variedades de manzanos, perales, además de una treintena de árboles frutales (níspero, membrillo, nuez, ...) y una amplia variedad de fruta del bosque.
Otro de los espacios son los jardines « civilisés » (civilizados), el Herboretum también incluye los 5 jardines ecológicos (prados de mentas, orquídeas de las fresnedas, borde de los berros, la pradera de las pimpinelas, Campo de amapolas y arándanos) y 5 eco-sitios de observación de vida silvestre (pradera de las mariposas, isla de los pájaros, orilla de los anfibios, isla de las abejas, la cueva de los murciélagos.